# Tessa Cieplucha
Tessa Camille Cieplucha (Oakville, 24 de septiembre de 1998) es una deportista canadiense que compite en natación. Ganó una medalla de oro en el Campeonato Mundial de Natación en Piscina Corta de 2021, en la prueba de 400 m estilos.

## Palmarés internacional
| Campeonato Mundial en Piscina Corta | Campeonato Mundial en Piscina Corta | Campeonato Mundial en Piscina Corta | Campeonato Mundial en Piscina Corta |
| Año                                 | Lugar                               | Medalla                             | Prueba                              |
| ----------------------------------- | ----------------------------------- | ----------------------------------- | ----------------------------------- |
| 2021                                | Abu Dabi (EAU)                      | Medalla de oro                      | 400 m estilos                       |